# Joan Sastre
Ne pas confondre avec son compatriote footballeur, Joan Sastre Vanrell.
Pour les articles homonymes, voir Sastre.
Joan Sastre, né le 10 décembre 1991, à Inca, en Espagne, est un joueur espagnol de basket-ball. Il évolue au poste d'ailier.

## Carrière
En juillet 2017, Sastre et le Valencia BC prolongent le contrat qui les lie jusqu'à la fin de la saison 2020-2021.

## Palmarès
- Champion d'Espagne 2017
- 3e du championnat d'Europe des -20 ans 2010
- Champion d'Europe des -20 ans 2011